# Husayn Manzade
Husayn ibn Fakhr al-Din al-Mani conegut com a Husayn Manzade (29 d'octubre de 1621-1690/1697), fou el fill de l'emir libanès Fakhr al-Din II tingut amb una neboda de Yússuf Paixà Sayfa, el cap turcman sunnita d'Akkar i Trípoli del Líban. El seu títol Man-zade equival a "Aristòcrata de la família Man".
Mercès a suborns paterns el 1622, amb uns mesos d'edat, va ser nomenat sandjakbegi d'Ajlun, sandjak que havia estat per molt de temps en mans de la família Ghazzawi, qaysites pro-otomans. Fakhr al-Din va enviar a un dels seus homes a governar en lloc de l'infant, però el 1624 hi va nomenar Bashir al-Ghazzawi.
El 1634 quan el governador de Damasc Küçük Ahmed Pasha va rebre l'orde d'exterminar als mànides el seu pare el va enviar a la fortalesa d'al-Markab prop d'al-Ladhikiyya, però fou fet presoner i enviat a Alep i després a Istanbul. El 1635 quan el seu pare i el seu germà Mansur foren executats, ell es va salvar per ser molt jove i fou introduït a l'escola de patges de palau. Va exercir algun càrrec i va esdevenir secretari privat de Mehmet IV; després va exercir altres càrrecs (cap del Tresor, cap de la guàrdia del sultà) i fou ambaixador a la cort de Shah Jahan a l'Índia arribant a Delhi quan l'emperador havia mort feia poc i retornant no gaire després. Va escriure una relació d'aquest viatge a l'obra Tamyiz.
Al seu retorn no va rebre cap càrrec potser per enemistat del nou gran visir Köprülü Mehmet Paixà (1656-1661) però els seus béns no li foren confiscats i es va dedicar a escriure el citat llibre Tamyiz.
Va morir en una data incerta, ja que s'esmenten el 1690 i 1697. Els historiadors libanesos accepten la segona data i diuen que el 1697 va intervenir per aconseguir d'alts funcionaris el nomenament de Haydar Shihabi (net d'Ahmad ibn Mulhim) al lloc de Bashir I Shihab, i afirmen que Haydar hauria aconseguit algun poder al Xuf a causa d'aquesta intervenció.